# 1965 en Nouvelle-Écosse
Chronologie de la Nouvelle-Écosse
- 1961
- 1962
- 1963
- 1964
- 1965
- 1966
- 1967
- 1968
- 1969

Cette page concerne des événements survenus en 1965 dans la province canadienne de Nouvelle-Écosse.

## Politique
- Premier ministre : Robert Stanfield
- Chef de l'Opposition :
- Lieutenant-gouverneur : Henry Poole MacKeen
- Législature :

## Naissances
- 7 février : Ralph Edward (Eddie) Orrell, homme politique canadien. Il représente la circonscription de Northside-Westmount (en) à l'Assemblée législative de la Nouvelle-Écosse pour l'Association progressiste-conservateur.

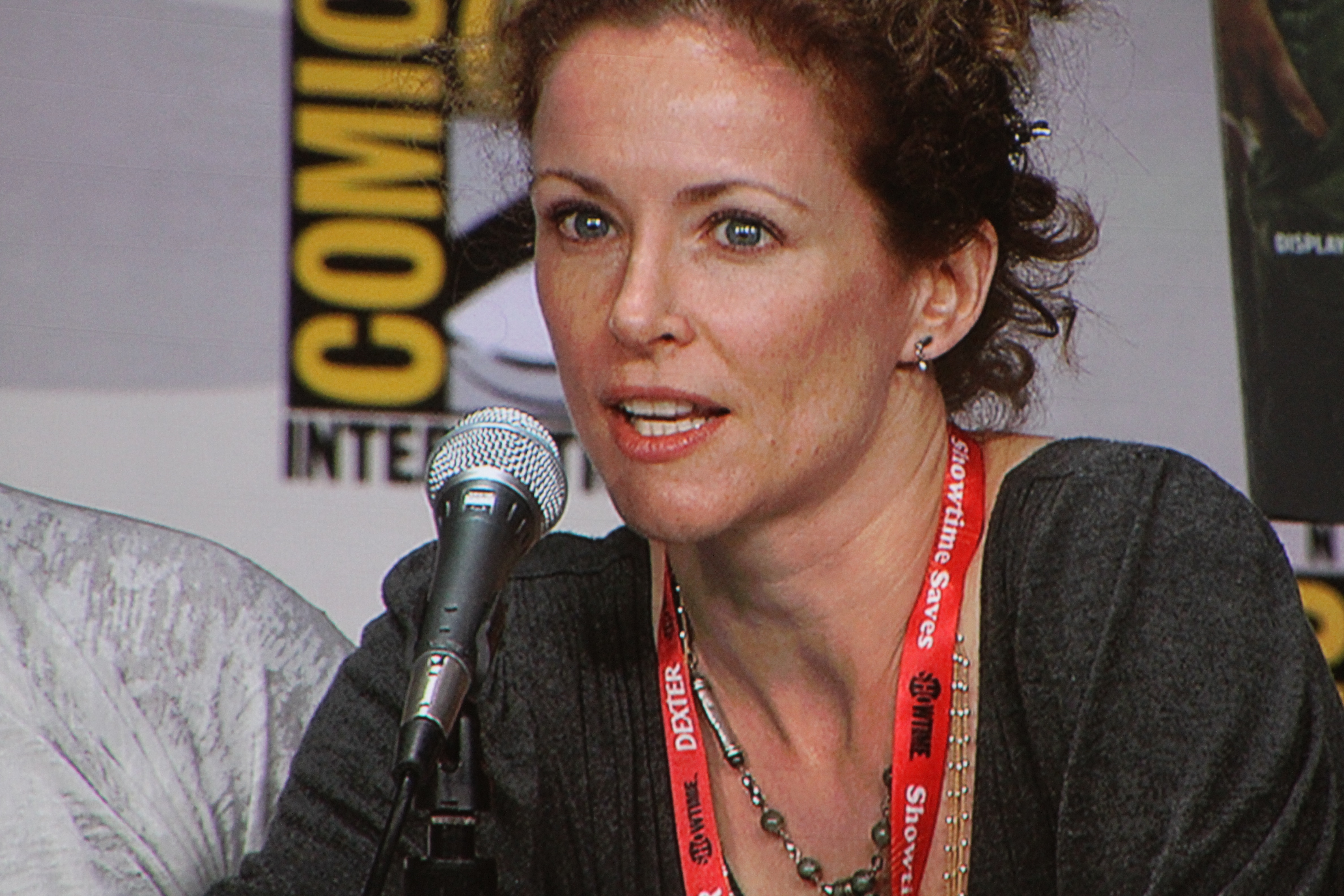
Leslie Hope en 2011.

- 6 mai : Leslie Hope, actrice canadienne, née à Halifax. Elle a joué le rôle de Teri Bauer, la femme de Jack dans la première saison de la série 24 heures chrono.

- 4 août : James Tupper (né à Dartmouth), acteur canadien.